# Sonnet 4
 (décembre 2023).
La mise en forme du texte ne suit pas les recommandations de Wikipédia : il faut le « wikifier ».
Les points d'amélioration suivants sont les cas les plus fréquents. Le détail des points à revoir est peut-être précisé sur la page de discussion.
- Les titres sont pré-formatés par le logiciel. Ils ne sont ni en capitales, ni en gras.
- Le texte ne doit pas être écrit en capitales (les noms de famille non plus), ni en gras, ni en italique, ni en « petit »…
- Le gras n'est utilisé que pour surligner le titre de l'article dans l'introduction, une seule fois.
- L'italique est rarement utilisé : mots en langue étrangère, titres d'œuvres, noms de bateaux, etc.
- Les citations ne sont pas en italique mais en corps de texte normal. Elles sont entourées par des guillemets français : « et ».
- Les listes à puces sont à éviter, des paragraphes rédigés étant largement préférés. Les tableaux sont à réserver à la présentation de données structurées (résultats, etc.).
- Les appels de note de bas de page (petits chiffres en exposant, introduits par l'outil «  Source ») sont à placer entre la fin de phrase et le point final[comme ça].
- Les liens internes (vers d'autres articles de Wikipédia) sont à choisir avec parcimonie. Créez des liens vers des articles approfondissant le sujet. Les termes génériques sans rapport avec le sujet sont à éviter, ainsi que les répétitions de liens vers un même terme.
- Les liens externes sont à placer uniquement dans une section « Liens externes », à la fin de l'article. Ces liens sont à choisir avec parcimonie suivant les règles définies. Si un lien sert de source à l'article, son insertion dans le texte est à faire par les notes de bas de page.
- La présentation des références doit suivre les conventions bibliographiques. Il est recommandé d'utiliser les modèles {{Ouvrage}}, {{Chapitre}}, {{Article}}, {{Lien web}} et/ou {{Bibliographie}}. Le mode d'édition visuel peut mettre en forme automatiquement les références.
- Insérer une infobox (cadre d'informations à droite) n'est pas obligatoire pour parachever la mise en page.

Pour une aide détaillée, merci de consulter Aide:Wikification.
Si vous pensez que ces points ont été résolus, vous pouvez retirer ce bandeau et améliorer la mise en forme d'un autre article.
Unthrifty loveliness, why dost thou spend 

Upon thy self thy beauty's legacy? 

Nature's bequest gives nothing, but doth lend, 

And being frank she lends to those are free: 

Then, beauteous niggard, why dost thou abuse 

The bounteous largess given thee to give? 

Profitless usurer, why dost thou use 

So great a sum of sums, yet canst not live? 

For having traffic with thy self alone, 

Thou of thy self thy sweet self dost deceive: 

Then how when nature calls thee to be gone, 

What acceptable audit canst thou leave? 

Thy unused beauty must be tombed with thee, 

Which, used, lives th' executor to be
— William Shakespeare
Traduction de François-Victor Hugo
Précédent Suivant
Le Sonnet 4 est l'un des 154 sonnets écrits par le dramaturge et poète William Shakespeare.

## Texte original
Texte et typographie originale :
VNthrifty louelineſſe why doſt thou ſpend,

Vpon thy ſelfe thy beauties legacy?

Natures bequeſt giues nothing but doth lend,

And being franck ſhe lends to thoſe are free:

Then beautious nigard why dooſt thou abuſe,

The bountious largeſſe giuen thee to giue?

Profitles vſerer why dooſt thou vſe

So great a ſumme of ſummes yet can'ſt not liue?

For hauing traffike with thy ſelfe alone,

Thou of thy ſelfe thy ſweet ſelfe doſt deceaue,

Then how when nature calls thee to be gone,

What acceptable Audit can'ſt thou leaue?

   Thy vnuſ'd beauty muſt be tomb'd with thee,

   Which vſed liues th'executor to be.

## Traduction en prose
Par François-Victor Hugo :
Gaspilleur de grâce, pourquoi dépenses-tu en toi-même l’héritage de ta beauté ? La nature dans ses legs ne donne rien, elle prête, et, étant libérale, elle ne prête qu’aux généreux.

Alors, bel avare, pourquoi perds-tu les trésors féconds qui te sont donnés pour que tu les donnes ? Usurier sans profit, pourquoi gardes-tu une si grande somme de sommes, sans savoir en vivre ?

Car, n’ayant de trafic qu’avec toi seul, tu frustres de toi-même ton doux être. Aussi, quand la nature t’appellera pour le départ, quel bilan acceptable laisseras-tu ?

Il faudra que ta beauté, improductive, te suive dans la tombe, elle qui, productive, eût été ton exécutrice testamentaire.

## Traduction en vers
Par Fernand Henry :
Pourquoi gérer si mal un si noble héritage

Et dépenser tout seul ton trésor de beauté ?

La nature prodigue, en sa large bonté,

Ses dons pour qu'on en fasse un généreux usage.

Pourquoi perds-tu les biens dont tu ne fus doté

Qu'à la condition d'en faire le partage ?

Tu te ruineras en un vain gaspillage,

Sot usurier, sans même en avoir profité !

Ne vois-tu pas qu'ainsi tu te frustres toi-même ?

Le jour où sonnera pour toi l'heure suprême,

Quel bilan, après eux, laisseront tes attraits ?

La fertile beauté dont tu ne sus que faire

Ira s'ensevelir à jamais dans la terre,

Tandis qu'elle aurait pu perpétuer tes traits.